# Gianfrancesco Maria de' Medici
Gianfrancesco Maria de' Medici (Venezia, 25 agosto 1619 – Firenze, 18 dicembre 1689) era figlio di Don Giovanni de' Medici e di Livia Vernazza.

## Biografia
Nato quando il padre si trovava a Venezia come generale al servizio della Serenissima, era nato da una relazione illegittima, ma venne legittimato dal fatto che i suoi genitori si sposarono il giorno della sua nascita. Poiché la madre aveva una reputazione discutibile, le fu tolto dopo la morte del marito avvenuta nel 1621 e fu allevato dai Medici a Firenze.
Sua madre lo seguì, ma fu segregata a Villa Le Macine, poi imprigionata, poi rinchiusa in un convento fino al 1639. I Medici fecero annullare il matrimonio di Don Giovanni in modo da evitare qualsiasi rivendicazione dinastica. Gianfrancesco Maria  divenne così illegittimo, ma la famiglia granducale gli concesse uno stipendio annuo.

## Ascendenza
|                                            |   |                    | Genitori            |  |  | Nonni |  |  | Bisnonni                                        |  |  | Trisnonni                         |  |
|                                            |   |                    |                     |  |  |       |  |  | Ludovico "Giovanni delle Bande Nere" de' Medici |  |  | Giovanni "il Popolano" de' Medici |  |
|                                            |   |                    |                     |  |  |       |  |  | Ludovico "Giovanni delle Bande Nere" de' Medici |  |  | Giovanni "il Popolano" de' Medici |  |
|                                            |   | Caterina Sforza    |                     |  |  |       |  |  | Ludovico "Giovanni delle Bande Nere" de' Medici |  |  |                                   |  |
| Cosimo I de' Medici, I granduca di Toscana |   |                    |                     |  |  |       |  |  | Ludovico "Giovanni delle Bande Nere" de' Medici |  |  |                                   |  |
|                                            |   | Maria Salviati     | Jacopo Salviati     |  |  |       |  |  |                                                 |  |  |                                   |  |
|                                            |   | Maria Salviati     | Jacopo Salviati     |  |  |       |  |  |                                                 |  |  |                                   |  |
|                                            |   | Maria Salviati     | Lucrezia de' Medici |  |  |       |  |  |                                                 |  |  |                                   |  |
| Giovanni de' Medici                        |   | Maria Salviati     |                     |  |  |       |  |  |                                                 |  |  |                                   |  |
|                                            |   | Luigi degli Albizi | Maso degli Albizzi  |  |  |       |  |  |                                                 |  |  |                                   |  |
|                                            |   | Luigi degli Albizi | Maso degli Albizzi  |  |  |       |  |  |                                                 |  |  |                                   |  |
|                                            |   | Luigi degli Albizi | Dianora della Stufa |  |  |       |  |  |                                                 |  |  |                                   |  |
| Eleonora degli Albizi                      |   | Luigi degli Albizi |                     |  |  |       |  |  |                                                 |  |  |                                   |  |
|                                            |   | Nannina Soderini   | Antonio Soderini    |  |  |       |  |  |                                                 |  |  |                                   |  |
|                                            |   | Nannina Soderini   | Antonio Soderini    |  |  |       |  |  |                                                 |  |  |                                   |  |
|                                            |   | Nannina Soderini   | …                   |  |  |       |  |  |                                                 |  |  |                                   |  |
| Gianfrancesco Maria de' Medici             |   | Nannina Soderini   |                     |  |  |       |  |  |                                                 |  |  |                                   |  |
|                                            | … | …                  |                     |  |  |       |  |  |                                                 |  |  |                                   |  |
|                                            | … | …                  |                     |  |  |       |  |  |                                                 |  |  |                                   |  |
|                                            | … | …                  |                     |  |  |       |  |  |                                                 |  |  |                                   |  |
| Bernardo Vernazza                          | … |                    |                     |  |  |       |  |  |                                                 |  |  |                                   |  |
|                                            |   | …                  | …                   |  |  |       |  |  |                                                 |  |  |                                   |  |
|                                            |   | …                  | …                   |  |  |       |  |  |                                                 |  |  |                                   |  |
|                                            |   | …                  | …                   |  |  |       |  |  |                                                 |  |  |                                   |  |
| Livia Vernazza                             |   | …                  |                     |  |  |       |  |  |                                                 |  |  |                                   |  |
|                                            |   | …                  | …                   |  |  |       |  |  |                                                 |  |  |                                   |  |
|                                            |   | …                  | …                   |  |  |       |  |  |                                                 |  |  |                                   |  |
|                                            |   | …                  | …                   |  |  |       |  |  |                                                 |  |  |                                   |  |
| Caterina Chiavari                          |   | …                  |                     |  |  |       |  |  |                                                 |  |  |                                   |  |
|                                            |   | …                  | …                   |  |  |       |  |  |                                                 |  |  |                                   |  |
|                                            |   | …                  | …                   |  |  |       |  |  |                                                 |  |  |                                   |  |
|                                            |   | …                  | …                   |  |  |       |  |  |                                                 |  |  |                                   |  |
|                                            |   | …                  |                     |  |  |       |  |  |                                                 |  |  |                                   |  |